# Rott (Roetgen)
Rott es una de las pedanías (Ortsteil) incluidas dentro del municipio (Gemeinde) de Roetgen, en el oeste de Alemania, dentro del estado federado de Renania del Norte-Westfalia. Está situado al sureste de Aquisgrán, en la región natural de Eifel.

## Historia

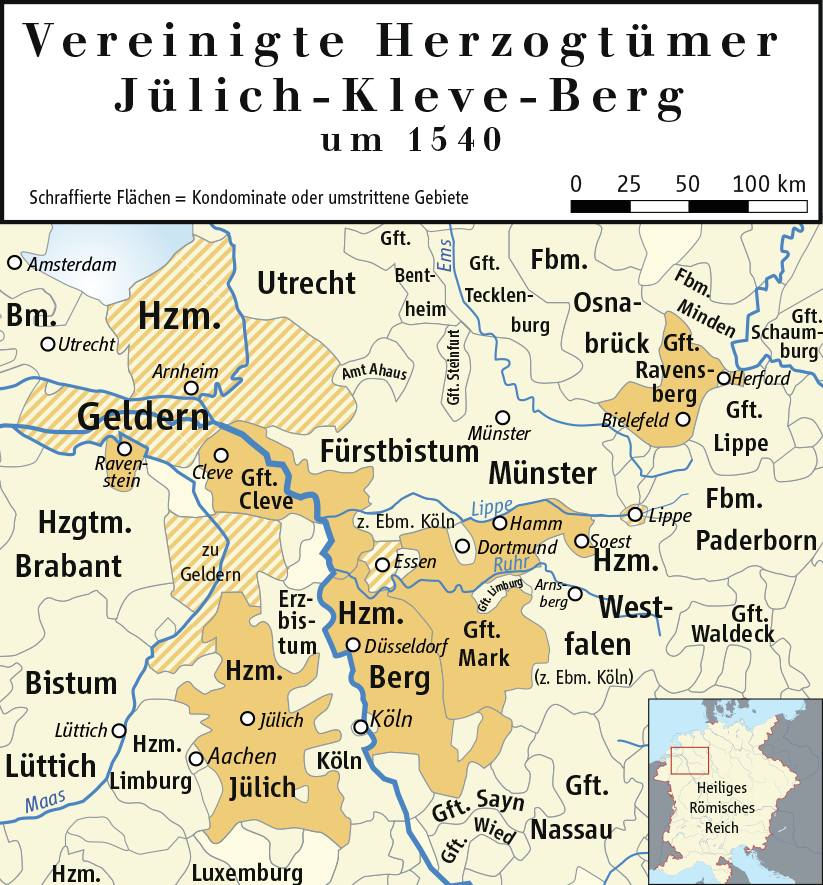
Rott formó parte del ducado de Jülich, uno de los componentes de Sacro Imperio Romano Germánico.

La reseña más antigua sobre Rott de la que se tiene noticia es su inclusión en una relación de poblaciones tributarias en materia forestal dentro del ducado de Jülich. Esta relación está elaborada para el periodo 1503/1054 y es la base sobre la que el pueblo calcula su antigüedad. Con todo, el descubrimiento en 2013 de restos de muros correspondientes a un asentamiento galo-romano del siglo I permite considerar que el lugar ya fue habitado en épocas anteriores.
La actividad económica local se centró hasta mediados del siglo XVII en el suministro de carbón vegetal para ser usado en talleres metalúrgicos cercanos. Posteriormente adquirieron importancia la agricultura y ganadería.
Inicialmente la población no tenía iglesia y sus habitantes marchaban a la vecina Simmerath para los servicios religiosos. En 1660 se construyó una pequeña capilla, filial de la iglesia situada en Konzen y en 1717 los habitantes de Rott edificaron, por sus propios medios, una capilla que en 1721 quedó dedicada a san Antonio de Padua.
La villa siguió los avatares históricos de la región de Eifel: ocupada por los franceses en 1801 y anexada a Prusia en 1815 hasta la creación del Imperio Alemán en 1871. Poco después de su inclusión en el reino prusiano —en 1816— Rott se unió a Roetgen bajo un único Ayuntamiento y posteriormente —en 1972— pasó a estar incluida en el actual municipio que engloba, además de estas dos localidades, a la de Mulartshütte.
La población aumentó poco entre 1800 y 1950 pasando de 150 a 230 personas. Posteriormente se incrementó de manera notable hasta triplicarse en la actualidad gracias a la llegada de individuos procedentes de otros lugares.
Durante la II Guerra Mundial la localidad no sufrió destrucción por lo que sus habitantes, en 1950, erigieron una cruz de 13 m de alto en la cima de un monte cercano como agradecimiento. Se trazó igualmente un Viacrucis para llegar hasta ella y una pequeña capilla al final del camino. En 2015 este conjunto recibió la catalogación gubernamental como bien cultural protegido.

## Territorio
El territorio de Rott abarca una superficie de 787 ha. El casco urbano, en sí, ocupa unas 72 ha. El área cultivada es pequeña: 133 ha (17%) y el bosque, con 548 ha, ocupa la mayor parte del término (70%). Varios arroyos discurren por su territorio entre los que cabe destacar el Vichtbach y su afluente Lensbach. El término de Roetgen, del que forma parte Rott, limita con los siguientes municipios:
| Noroeste: Aquisgrán        | Norte: Stolberg | Noreste: Stolberg |
| Oeste: Aquisgrán y Bélgica |                 | Este: Simmerath   |
| Suroeste Bélgica           | Sur: Bélgica    | Sureste: Bélgica  |

La densidad de población en Rott es ligeramente inferior al resto de Alemania: 212 habitantes/km² frente a 230 hab/km². El casco urbano se compone principalmente de casas unifamiliares y adosadas. El porcentaje de viviendas en edificios con más de tres unidades es bajo, solo del 5%.
La localidad está situada en la región de Eifel donde, debido a su altitud, rige un clima continental dentro del área de clima oceánico del noroeste de Europa. Está caracterizado por una mayor oscilación térmica anual así como nieves y heladas durante el invierno. Los valores climáticos medios de la estación meteorológica de Aquisgrán situada a 17 km son los siguientes:
| Parámetros climáticos promedio de estación de Aquisgrán    | Parámetros climáticos promedio de estación de Aquisgrán | Parámetros climáticos promedio de estación de Aquisgrán | Parámetros climáticos promedio de estación de Aquisgrán | Parámetros climáticos promedio de estación de Aquisgrán | Parámetros climáticos promedio de estación de Aquisgrán | Parámetros climáticos promedio de estación de Aquisgrán | Parámetros climáticos promedio de estación de Aquisgrán | Parámetros climáticos promedio de estación de Aquisgrán | Parámetros climáticos promedio de estación de Aquisgrán | Parámetros climáticos promedio de estación de Aquisgrán | Parámetros climáticos promedio de estación de Aquisgrán | Parámetros climáticos promedio de estación de Aquisgrán | Parámetros climáticos promedio de estación de Aquisgrán |
| Mes                                                        | Ene.                                                    | Feb.                                                    | Mar.                                                    | Abr.                                                    | May.                                                    | Jun.                                                    | Jul.                                                    | Ago.                                                    | Sep.                                                    | Oct.                                                    | Nov.                                                    | Dic.                                                    | Anual                                                   |
| ---------------------------------------------------------- | ------------------------------------------------------- | ------------------------------------------------------- | ------------------------------------------------------- | ------------------------------------------------------- | ------------------------------------------------------- | ------------------------------------------------------- | ------------------------------------------------------- | ------------------------------------------------------- | ------------------------------------------------------- | ------------------------------------------------------- | ------------------------------------------------------- | ------------------------------------------------------- | ------------------------------------------------------- |
| Temp. máx. media (°C)                                      | 4.6                                                     | 5.7                                                     | 8.9                                                     | 12.7                                                    | 17.3                                                    | 20.1                                                    | 21.9                                                    | 21.9                                                    | 18.9                                                    | 14.7                                                    | 8.7                                                     | 5.5                                                     | 13.4                                                    |
| Temp. mín. media (°C)                                      | 0.1                                                     | 0.2                                                     | 2.4                                                     | 4.6                                                     | 8.5                                                     | 11.4                                                    | 13.1                                                    | 13.1                                                    | 10.9                                                    | 7.8                                                     | 3.6                                                     | 1.1                                                     | 6.4                                                     |
| Lluvias (mm)                                               | 62.2                                                    | 56.6                                                    | 66.4                                                    | 63.2                                                    | 74.9                                                    | 82.2                                                    | 79.8                                                    | 75.8                                                    | 59.2                                                    | 63                                                      | 71.9                                                    | 73.1                                                    | 828.3                                                   |
| Días de lluvias (≥ 1.0 mm)                                 | 13                                                      | 11                                                      | 12                                                      | 12                                                      | 12                                                      | 12                                                      | 11                                                      | 10                                                      | 9                                                       | 9                                                       | 12                                                      | 13                                                      | 136                                                     |
| Horas de sol                                               | 52.7                                                    | 72.8                                                    | 111.6                                                   | 144                                                     | 192.2                                                   | 183                                                     | 198.4                                                   | 189.1                                                   | 147                                                     | 120.9                                                   | 66                                                      | 46.5                                                    | 1533                                                    |
| Fuente: Wetterkontor (valores para el periodo 1961 a 1990) |                                                         |                                                         |                                                         |                                                         |                                                         |                                                         |                                                         |                                                         |                                                         |                                                         |                                                         |                                                         |                                                         |

## Población
| Hombres | Edad     | Mujeres |
| ------- | -------- | ------- |
| 3,95    | 75 y más | 4,91    |
| 5,27    | 65-75    | 6,04    |
| 6,82    | 55-65    | 6,76    |
| 9,16    | 45-55    | 8,62    |
| 6,28    | 35-45    | 7,18    |
| 3,89    | 25-35    | 4,37    |
| 6,10    | 15-25    | 5,27    |
| 7,60    | 0-15     | 7,78    |

En la localidad viven 1672 personas de las cuales 820 son hombres y 852 mujeres. Habitualmente, 153 personas vienen a trabajar diariamente a Rott mientras 449 personas parten de la población para ejercer sus actividades en otras localidades.
Para el total del municipio de Roetgen, un 4% de las personas son extranjeras, menor porcentaje que el 9% que se da tanto en el total regional como en el nacional. Dentro del ámbito religioso, un 76% de los habitantes se declaran cristianos (60% católicos y 16% evangélicos) mientras que un 24% profesan otras religiones o no siguen ninguna. El porcentaje de cristianos es superior al total regional, donde son un 68% (41% católicos y 27% evangélicos) y al nacional, con un 59% (30% católicos y 29% evangélicos).
|      | Elecciones de 2013 al Bundestag Distribución de votos en Roetgen |            |
| Logo | Formación política                                               | % de votos |
|      | CDU – Unión Demócrata Cristiana                                  | 33,75 %    |
|      | SPD – Partido Socialdemócrata de Alemania                        | 23,57 %    |
|      | Alianza 90/Los Verdes                                            | 13,29 %    |
|      | Die Linke (La Izquierda)                                         | 8,27 %     |

Las familias con hijos representan el 48%, más que el total regional del 41%. Las familias monoparentales son el 10%, algo inferior al regional del 12%. Los hogares donde viven son de mayor tamaño que en el resto de la región: un 67% tienen más de 100 mt2 y un 31% son superiores a 140 mt2. Para el total de Renania del Norte, las viviendas de más de 100 mt2 son el 34%, porcentaje que se reduce al 12% para las mayores de 140mt2.
En cuanto a simpatías políticas para el total del municipio de Roetgen, en las elecciones nacionales del año 2013, la CDU (Unión Demócrata Cristiana) fue el partido más votado con un 33,75% de los votos.

## Comunicaciones

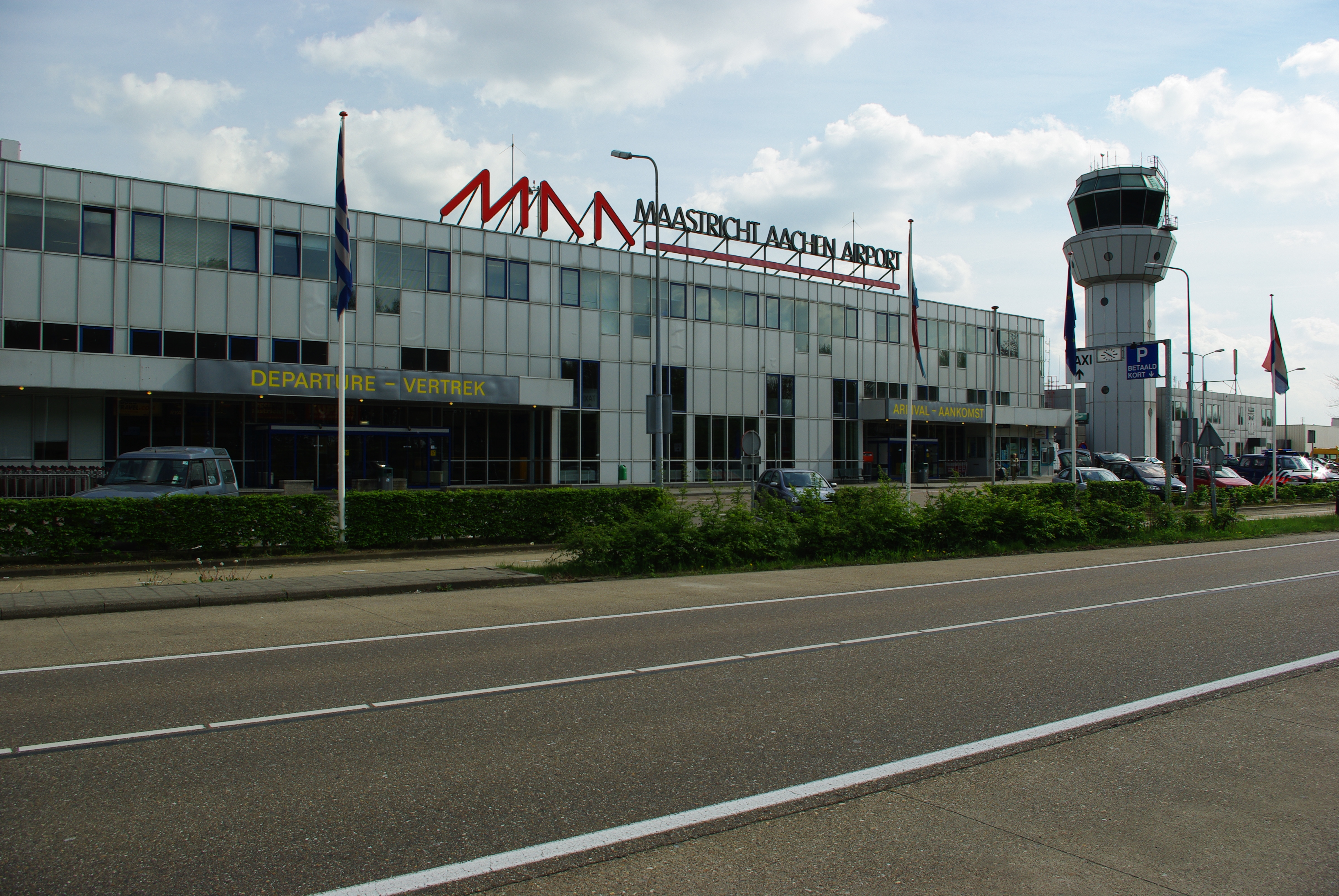
El aeropuerto de Maastricht Aquisgrán, a 60 km, es el más cercano a Rott.

Rott está atravesada de norte a sur por la carretera L238. En dirección sur, esta vía la conecta con Roetgen y la carretera Bundesstraße B258 (Mayen-Aquisgrán) mientras que hacia el norte lo hace con Mulartshütte y Zweifall. El camino asfaltado Rotterdell, hacia el oeste, le permite una comunicación más corta y directa con la citada B258 y a través de ella, con la autopista A44 (Aquisgrán-Eisenach). La vía Lammersdorfer y su continuación en la Hahnerstrasse, por su parte, la conecta hacia el sureste con la carretera B399 y con Lammersdorf.
No tiene comunicación por tren. Las estaciones más cercanas se sitúan en Stolberg a 14 km y en Aquisgrán a 16 km. Junto a la iglesia y a la guardería local parten autobuses que la comunican con estas estaciones y con las localidades vecinas.
Los aeropuertos más cercanos son Maastrich-Aquisgrán a unos 60 km, Colonia/Bonn a 96 km y Düsseldorf a 110 km.

## Economía
| Lugar de trabajo de los habitantes de Rott (2011)            | Personas | %      |
| ------------------------------------------------------------ | -------- | ------ |
| Habitantes que trabajan en la misma localidad                | 506      | 51,6 % |
| Habitantes que trabajan otras localidades                    | 449      | 45,8 % |
| Habitantes en situación de desempleo                         | 25       | 2,6 %  |
| Total población activa                                       | 980      | 100 %  |
|                                                              |          |        |
| Ocupación de los puestos de trabajo en Rott (2011)           | Puestos  | %      |
| Puestos ocupados por personas que viven en la localidad      | 506      | 76,8 % |
| Puestos ocupados por personas que viven en otras localidades | 153      | 23,2 % |
| Total puestos de trabajo                                     | 659      | 100 %  |

La población activa la componen 980 personas de las que un 46 % desarrollan su trabajo fuera de la localidad. Los puestos de trabajo, por su parte, son 659 de los que un 23 % son ocupados por personas que viven en otras localidades y acuden diariamente a Rott para trabajar. Esto es algo habitual en la región de Eifel, especialmente en el área norte donde dos tercios de los trabajadores se desplazan a otra población para desarrollar su labor.
La población goza de un buen nivel económico en comparación con el resto del país. Los ingresos medios anuales de los habitantes obligados a pagar impuestos son de 44 189 euros, un 29 % superiores a la media de Alemania que se sitúa en 31 500 euros. La tasa media de impuestos que pagan es del  19,9 % mientras que la media alemana es del 17,4 %.

## Infraestructuras sociales y asociaciones

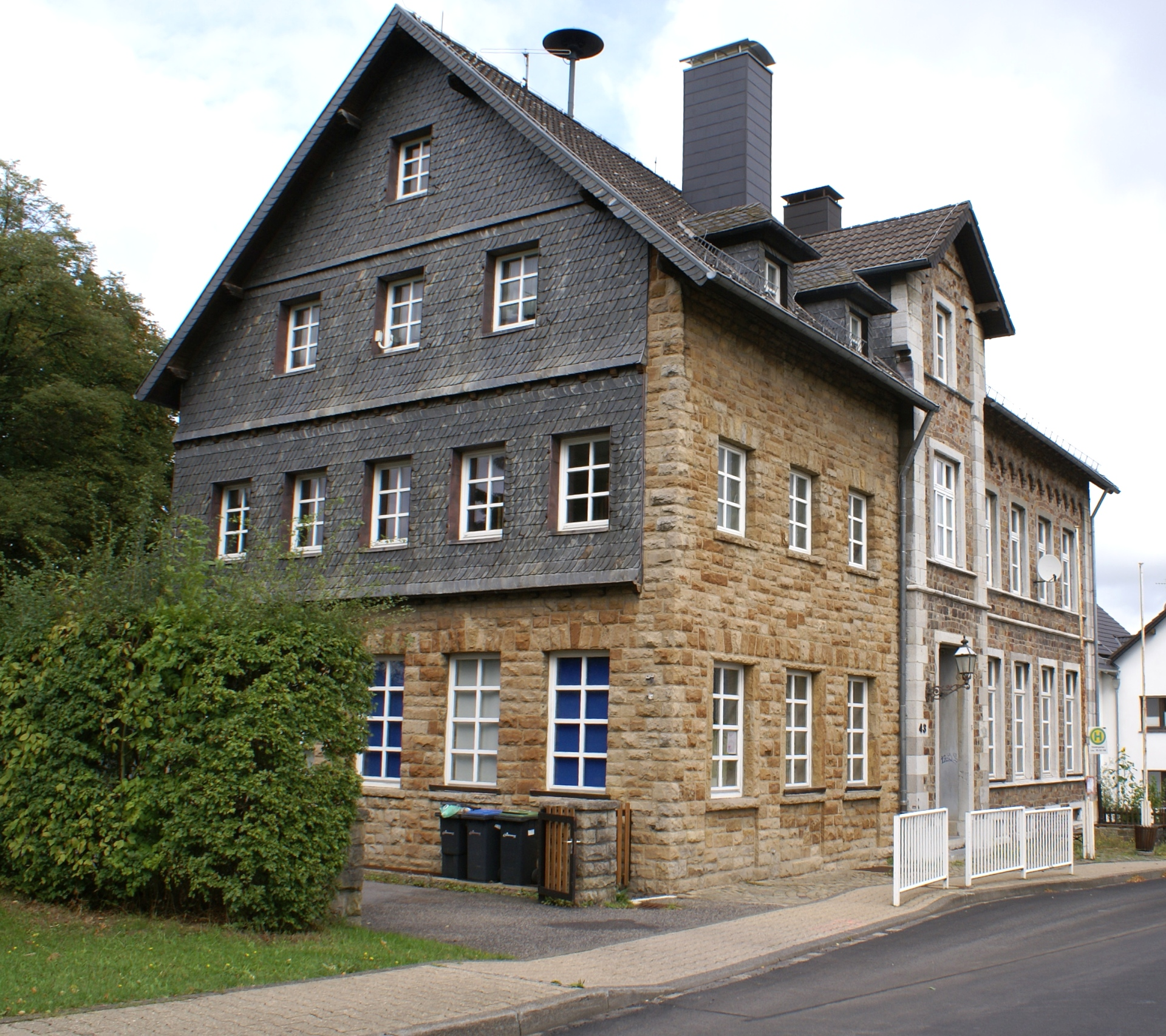
Guardería pública de Rott situada en la antigua escuela.

La localidad cuenta con una guardería pública pero no con escuelas. Para la educación primaria los estudiantes pueden acudir a Roetgen y para la secundaría a Monschau.
En el ámbito sanitario, los hospitales más próximos se sitúan en Simmerath y Aquisgrán a 10 y 13 km respectivamente. No cuenta con farmacia y para este servicio los habitantes tienen que acudir a Roetgen.
Rott no tiene comisaría de policía y la más cercana es la que hay en Roetgen que abre algunas horas los martes y jueves. La comisaría principal en la zona está situada en Stolberg a 13 km. Cuenta con un equipo de bomberos voluntarios fundado en 1902. Lo forman 25 personas que disponen de estación y dos vehículos.
En el ámbito religioso, los que siguen la confesión católica disponen de la iglesia de St. Antonius mientras que los de la evangélica tienen que trasladarse a Roetgen donde se erige una construida en 1782.
En el deportivo, la localidad cuenta con su propio equipo de fútbol, el SV Rott, fundado en 1927 que tiene varias divisiones e instalaciones propias.
Los habitantes de Rott cuentan con un buen número de asociaciones que cubren un amplio abanico de actividades: un taller de cine; una casa de la juventud; una comparsa de carnaval (creada en 1974); una coral; una agrupación musical (creada en 1953); un grupo de scouts; una hermandad de defensa o Schützenbruderschaft (creada en 1891) así como una delegación del Club de Eifel (Eifelverein).

## Construcciones destacadas

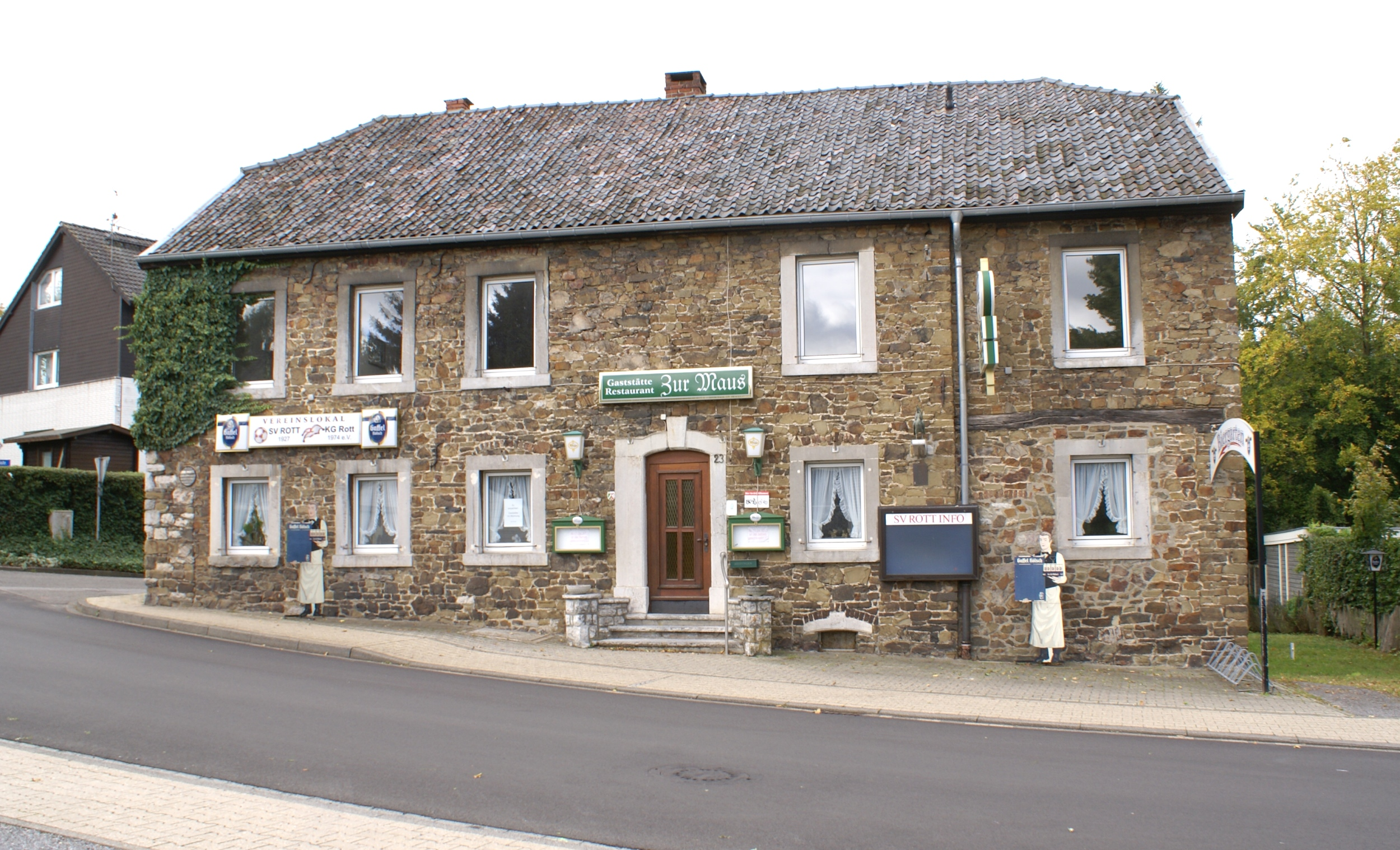
La posada Zur Maus (El Ratón), uno de los edificios protegidos de Rott.

Rott cuenta con más de veinte construcciones o elementos señalados como Denkmal o protegidos. Como se ha mencionado anteriormente, la localidad no sufrió destrucción durante la II Guerra Mundial. 
Estos elementos protegidos son principalmente casas: cinco situadas en las calle Bergstrasse que fueron construidas en la primera mitad del siglo XIX; trece localizadas en la Quirinusstrasse, construidas en los siglos XVIII y XIX, que incluyen la vivienda del párroco y la antigua escuela, hoy guardería. También gozan de esta protección otras construcciones como la iglesia parroquial; un memorial; un altar usado en procesiones; una pequeña capilla erigida en la Lammersdorferstrasse así como el conjunto de vía crucis y cruz de 13 m situada en la cima de un monte.